# CIFP Pico Frentes (Soria)
El Centro Integrado de Formación Profesional Pico Frentes es un centro específico de estudios de formación profesional (FP) situado en la ciudad española de Soria, a las afueras de la misma.
Este centro educativo promueve el desarrollo de programas y proyectos relacionados con el emprendimiento, la investigación e innovación. También suscribe convenios con diversas compañías del sector productivo para la elaboración de artículos comercializables. Asimismo, mantiene alianzas con el Ministerio de Educación y Formación Profesional (MEFP) para la formación de programas profesionales, estas alianzas son financiadas por el propio Ministerio y la Unión Europea a través del fondo Next Generation EU. Varios de los proyectos que desarrolla este centro de estudios cuentan con el apoyo de diversas organizaciones, entre ellas, Dualiza Bankia y FPempresa, además de empresas y proveedores del campo de la comunicación de producto.
En diciembre de 2014 recibió el premio a la calidad e innovación en Formación Profesional del Sistema Educativo, otorgado por el Ministerio de Educación, Cultura y Deporte, evento que fue celebrado en la  Biblioteca Nacional de España (BNE). Este galardón fue entregado al centro educativo por sus contribuciones al desarrollo e investigación en el sector de la madera.

## Historia
El actual CIPF Pico Frentes comenzó su andadura en septiembre de 2008 con cuatro familias profesionales industriales procedentes de dos centros educativos ubicados en la capital soriana, dos del IES Politécnico y dos del IES Virgen del Espino.
Fue inaugurado el 27 de octubre de 2008 con la presencia de Juan Vicente Herrera, presidente de la Junta de Castilla y León, acompañado de las autoridades educativas más representativas. Nacía como Centro Específico n.º 2. El 11 de diciembre de 2008 se aprueba en el Consejo Escolar el cambio de denominación, adquiriendo el nombre de CIFP. PICO FRENTES. Desde el 21 de diciembre de 2009 el centro está regido por el Consejo Social como órgano colegiado. Consta de 13 miembros y en él están representados los distintos agentes sociales.
En el recorrido de estos primeros años se han sumado 4 programas de cualificación profesional inicial, correspondientes a las 4 familias profesionales industriales que se imparten. En el curso escolar 2012-2013 se incorporó una nueva familia profesional, "Energía Y Agua", y comenzó a impartirse el ciclo formativo de grado superior "Eficiencia Energética y Energía Solar Térmica", realizando la formación práctica en el Centro de desarrollo de Energías Renovables CEDER de Lubia.
Participa en proyectos de innovación convocados por el Ministerio de Educación. Recientemente se ha incorporado al proyecto experimental Aula-Empresa, junto con otros 23 centros de la Comunidad de Castilla y León, con objeto de seguir estrechando la relación académica y profesional entre el centro y las empresas.
También organiza el Campeonato Autonómico de Competencias Profesionales, donde compiten alumnos locales e internacionales. Este torneo es un «valioso instrumento divulgativo de la Formación Profesional y un medio para estimular a estudiantes, profesorado y empresas». Ofrece cupos para el Spainskills, campeonato nacional organizado y promovido por el Ministerio de Educación y Formación Profesional (MEFP).

## Programas de formación
El CIFP Pico Frentes oferta diversos programas de distintas áreas. Estas se agrupan en 5 campos:
- Transporte y Mantenimiento de Vehículos.
- Electricidad-Electrónica.
- Madera, Mueble y Corcho.
- Instalación y mantenimiento.
- Energía y Agua.

Además, este centro educativo ofrece especializaciones como complemento a los programas de formación profesional. El CIFP Pico Frentes también ofrece un sistema de educación dual como «fuente de captación de talento» y se emplea en los distintos ciclos formativos.

## Reconocimientos
El CIFP Pico Frentes recibió en el mes de julio de 2012 la certificación de Calidad de la Norma 9001-2008, emitida por AENOR.